# Дембова-Гура (Кутновський повіт)
Дембова-Гура (пол. Dębowa Góra) — село в Польщі, у гміні Бедльно Кутновського повіту Лодзинського воєводства.
Населення — 174 особи (2011).
У 1975-1998 роках село належало до Плоцького воєводства.

## Демографія
Демографічна структура станом на 31 березня 2011 року:
|          | Загалом | Допрацездатний вік | Працездатний вік | Постпрацездатний вік |
| -------- | ------- | ------------------ | ---------------- | -------------------- |
| Чоловіки | 86      | 19                 | 56               | 11                   |
| Жінки    | 88      | 13                 | 45               | 30                   |
| Разом    | 174     | 32                 | 101              | 41                   |